# Bitka kod La Plate
Bitka kod La Plate 13. prosinca 1939. bila je prva veća pomorska bitka u Drugom svjetskom ratu. Njemački džepni bojni brod Admiral Graf von Spee, koji je patrolirao južnim Atlantikom, pronašle su kraj estuarija rijeke La Plate u Južnoj Americi tri od njega manje britanske krstarice: HMS Exeter, HMS Ajax i HMS Achilles.
Tijekom bitke krstarica Exeter je pretrpjela teška oštećenja, te je bila prinuđena na povlačenje. Ostale krstarice, Ajax i Achilles, prisilile su Graf von Speea na uzmak u neutralnu luku Montevideo. Nakon vrlo napeta razdoblja kapetan Graf von Speea, Hans Langsdorff, zapovijedio je da posada sama potopi svoj brod umjesto da ponovno uđe u bitku. Bitka je bila veliki propagandni udarac za Nijemce jer su tada pretrpjeli svoj prvi poraz u ratu.

## Bitka
U oko 06:14 sati po lokalnom vremenu 13. prosinca 1939. brodovi su primijetili jedni druge i počeli su se primicati. Posada Admiral Graf von Speea je na početku posumnjala da su, osim Exetera, druge dvije lake krstarice manji razarači koji su štitili konvoj. Tada i Nijemci napadaju. Exeter se okreće prema sjeverozapadu dok Ajax i Achilles zajedno prema sjeveroistoku. Graf von Spee otvara vatru iz svojih 280 mm topova u 06:18.
Ploveći na zapad paralelno s britanskom teškom krstaricom Exeter bojni brod Admiral Graf von Spee snažno ju je tukao svojim najjačim topovima, a novozelandska krstarica Ajax sve je više zaostajala. Oko 07:16 njemački bojni brod naglo skreće prema britanskoj teškoj krstarici Exeter u namjeri da je konačno potopi. Premda na britanskoj krstarici djeluju samo dva topa, dok su ostali oštećeni, posada Exetera tako dobro gađa da je Graf von Spee oštećen te je morao ustuknuti i udaljiti se. Istodobno britanska laka krstarica Ahchilles i novozelandska laka krstarica Ajax uspijevaju smanjiti udaljenost i sada one tuku sve preciznije po njemačkom brodu. Izgledalo je da su u tom trenutku Nijemci izgubili živce i da više ne znaju na koju stranu uzvratiti paljbu.
Ipak, zapovjednik bojnog broda Admiral Graf von Spee Hans Langsdorff usmjerio je paljbu na lake krstarice i u 07:25 granata od 280 mm pogađa Ajax i uništava mu obje krmene topničke kule. Istodobno pogođena je i Exeter koja sada ostaje bez svih topova i više nema čime uzvratiti po Admiralu Graf von Speeu. Britanske krstarice bile su primorane udaljiti se od njemačkog bojnog broda i žurno izvršiti popravke ne bi li ponovno mogle u bitku s još neoštećenim njemačkim bojnim brodom.
Nikada neće biti jasno zašto se njemački bojni brod iznenada sklonio u neutralnu luku Montevideo, a nije bolje iskoristio svoje bojne mogućnosti i prednosti. Sukladno tadašnjim međunarodnim propisima bojni brod smio je ostati u neutralnoj luci najviše 24 sata. Njemački veleposlanik uspio je izboriti traženih 72 sata, a opet nije jasno zašto su se britanski diplomati u Montevideu tome žestoko protivili kad je Britancima više odgovaralo da Admiral Graf von Spee ostane u luci čim duže. Naime, u pomoć ozbiljno oštećenoj britanskoj bojnoj skupini hitala je britanska teška krstarica HMS Cumberland od 10.000 tona s osam topova od 203 mm. Cumberland je bila nešto jača od Exetera i jedina je bila u mogućnosti pomoći dok su svi ostali britanski ratni brodovi bili na tisuće milja daleko.
Namjera Nijemaca sada je bila jasna: trebali su se probiti prema luci Buenos Aires gdje bi argentinske vlasti bile mnogo popustljivije prema njemačkom bojnom brodu. No, 17. prosinca stigla je teška krstarica Cumberland. Njemački džepni bojni brod Admiral Graf von Spee polako je oko 18:15 sati počeo napuštati luku. Svi su pomislili da će se na pučini ispred Urugvaja razviti još jedna pomorska bitka, ali dogodilo se suprotno. Oko 19:56 s Admiral Graf von Speea začule su se snažne eksplozije. U prvom trenutku Britanci su pomislili da brod otvara paljbu, no nije bilo tako. Samo 9 milja od obale Nijemci su sami potopili svoj brod.

## Posljedice
Admiral Graf von Spee je potonuo u plitkim vodama i pao na dno tako da su mu gornji dijelovi ostali nad površinom. Posada je spašena i prebačena u Argentinu, a zapovjednik Langsdorff tri dana kasnije ubio se iz svog pištolja u jednom hotelu ostavivši pismo sljedećeg sadržaja: Osobno snosim odgovornost za potapanje broda 'Admiral Graf von Spee'. Sretan sam da svojim životom plaćam svaku aluziju na čast zastave pod kojom je brod plovio. Zašto se zapovjednik Langsdorff odlučio na potapanje broda, a ne na bitku, nitko neće saznati, a njegova tajna otišla je s njim u grob.

## Vanjske poveznice
- (engl.) Grafspee.com
- (engl.) History learning site articles with much detail on The Battle of the River Plate and Admiral Graf Spee in Montevideo
- (engl.) Official HMSO report
- (engl.) Royal New Zealand Navy (official history)
- (engl.) Achilles at the River Plate (official history)
- (šp.) "The crew of the Graf Spee"  Arhivirana inačica izvorne stranice od 21. travnja 2006. (Wayback Machine) — Largely anecdotal information on activities of the interned crew after the battle.
- (engl.) 13th Hague Convention (Convention Concerning the Rights and Duties of Neutral Powers in Naval War)

Sestrinski projekti
|  | Zajednički poslužitelj ima još gradiva o temi Bitka kod La Plate |